# 明治町 (米子市)
明治町（めいじちょう）は、鳥取県米子市の町名。郵便番号683-0053（米子郵便局管区）。

## 歴史
もとは米子市万能町・西大谷の各一部
。

### 町名の由来
町名の由来は、米子駅前を中心として明治期の鉄道開通によって発展したことによる。

## 政治

### 区長
市制第八十二條に依り區を劃し區長及區長代理者各一名を置き任期は四ヶ年とし、報酬は區長年額最低四圓最高十五圓、區長代理者は二圓乃至三圓である。
当選
- 昭和10（1935）年中當選

明治 加藤章

## 商工業

### 店・企業
明治35年（1902年）に、山陰鉄道の米子駅が設置され、駅から米子港への道路が明治43年（1910年）に拡張整備されると、列車乗降客、鉄道貨物、鉄道関係土木建築などに関わる業者が、次第に駅前地区に営業所を持つようになった。
大正12年（1923年）刊の『地方案内』よると、駅前には、旅館では柏木、大阪屋、岡田屋など。運送関係では石田運送、米子海陸運送、米子運送、加藤運送、米子運融陸送部などがあり、その他、料理、土産品、人力車、自動車などの営業がみられる。
昭和に入ると、土木請負の狩野組、運送では前記のほか、米子合同運送、長野組、共立組も営業。自動車関係では、井沢自動車、新見タクシー、平和タクシー、米吾自動車部、高田自動車、武田自動車、丸二自動車、松田自動車などが営業し、大正末から市内電車も営業して、人力車業はだんだん圧迫された。
駅前西地区に大正中期進出した山十製糸は、広い敷地をもつ大製糸の工場であったが、製糸不況から昭和中期には撤退し、その跡に戦時中米子製鋼所が移った。
建設関係では、大正時代からの加藤豊吉商店（浅野セメント特約店、煉瓦・土管・セメントなど取扱）、北村鉄工（機械・建具・金物、鉄道工事下請）が営業。その他、長尾製材、児玉家具店、原酒店、吹野製氷店がある。
旅館では、前記のほか川上、永見、真田の各旅館。
食堂関係では、更科本店、花月食堂、カフェータカラ、文化食堂、米吾食堂。その他後中善雄（「尾張屋」鉄道用品洋雑貨）、若島商店（錦海佃煮）などの雑貨、食料品、土産品店も出店した。昭和3年（1928年）伯備線の開通もあって、駅前地区への商工業者の進出も増加した。

## その他
元加藤商事社長加藤章は、明治町あたりの思い出を語っている。
加藤によれば、「駅前通りとか記念道路が出来る前は、日野町、茶町、塩町、大工町、あの辺が国道だった頃ですなー、その茶町の生れですわ。米子町茶町∞番地というところでね。今でも古い家が残っていますが、明治35年から42～3年頃までは茶町に住まっておりましてね。その後駅前通りに米子駅から茶町の四ツ角まで巾8間の道路がついたのです。なんと広い道路でして、当時なんでこんな広い道路を作ったかと思ったほどでした。
駅から茶町角まで200mくらいの距離はありますね。その東側の真中あたりに私の父親が、田圃を埋めて家を建てたのです。写真もありますがそこで加藤商店を始めたのです。あとでは材木や瓦を取扱いましたが始めは煉瓦や土管、セメントを取扱っておりました。そこに転宅してから明道校に通ったものです。当時は明道校の横の幼稚園はありませんでした。」という。

## 世帯数・人口
- 昭和10年（1935年）119・505[1]
- 昭和30年（1955年）195・852[1]
- 昭和40年（1965年）175・647[1]
- 昭和50年（1975年）134・415[1]

## 出身人物・ゆかりのある人物

### 法曹
- 石田哲一（裁判官） - 日本で最初のプライバシー侵害裁判（被告三島由紀夫）の裁判長。

### 官僚
- 石田磊（商工官僚）

### 実業家
- 内田保秀 - 元米吾代表取締役。
- 加藤章 - 元加藤商事会長、元三井銀総研社長加藤裕の父。
- 加藤威 - 加藤商事社長。
- 名島弘三 - 元名島代表社員。